# Terban (Jekulo)
Terban is een bestuurslaag in het regentschap Kudus van de provincie Midden-Java, Indonesië. Terban telt 7420 inwoners (volkstelling 2010).